# Lijst van Azerbeidzjaanse kunstschilders
Dit is een lijst van Azerbeidzjaanse kunstschilders, gerangschikt op alfabet:

## A

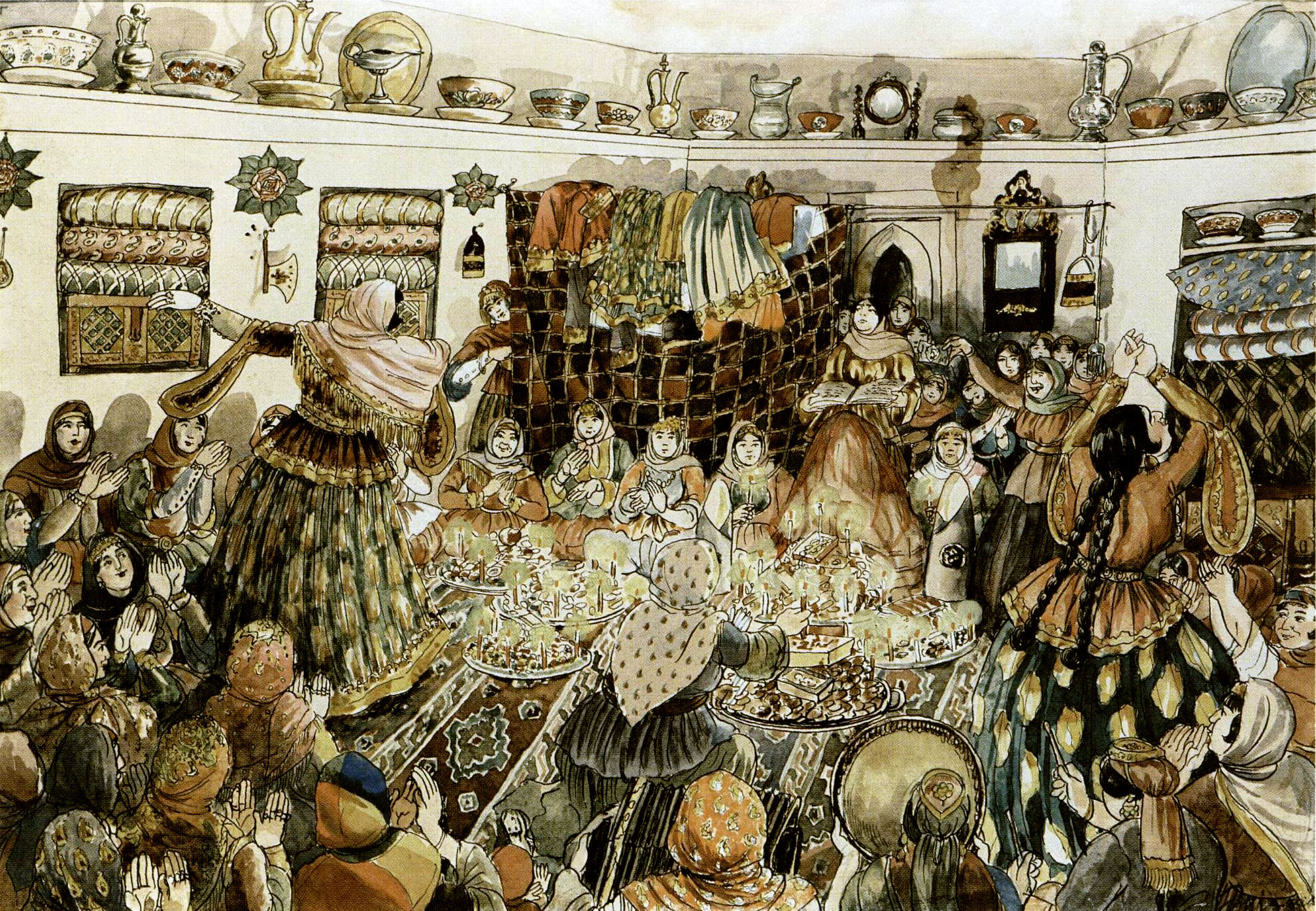
Azim Azimzade - Azerbeidzjaanse bruiloft

- Mikayil Abdullayev
- Azim Azimzade

## B
- Sattar Bahlulzade
- Semyon Bilmes

## G
- Jalal Garyaghdi

## I
- Mirza Gadim Iravani

## K

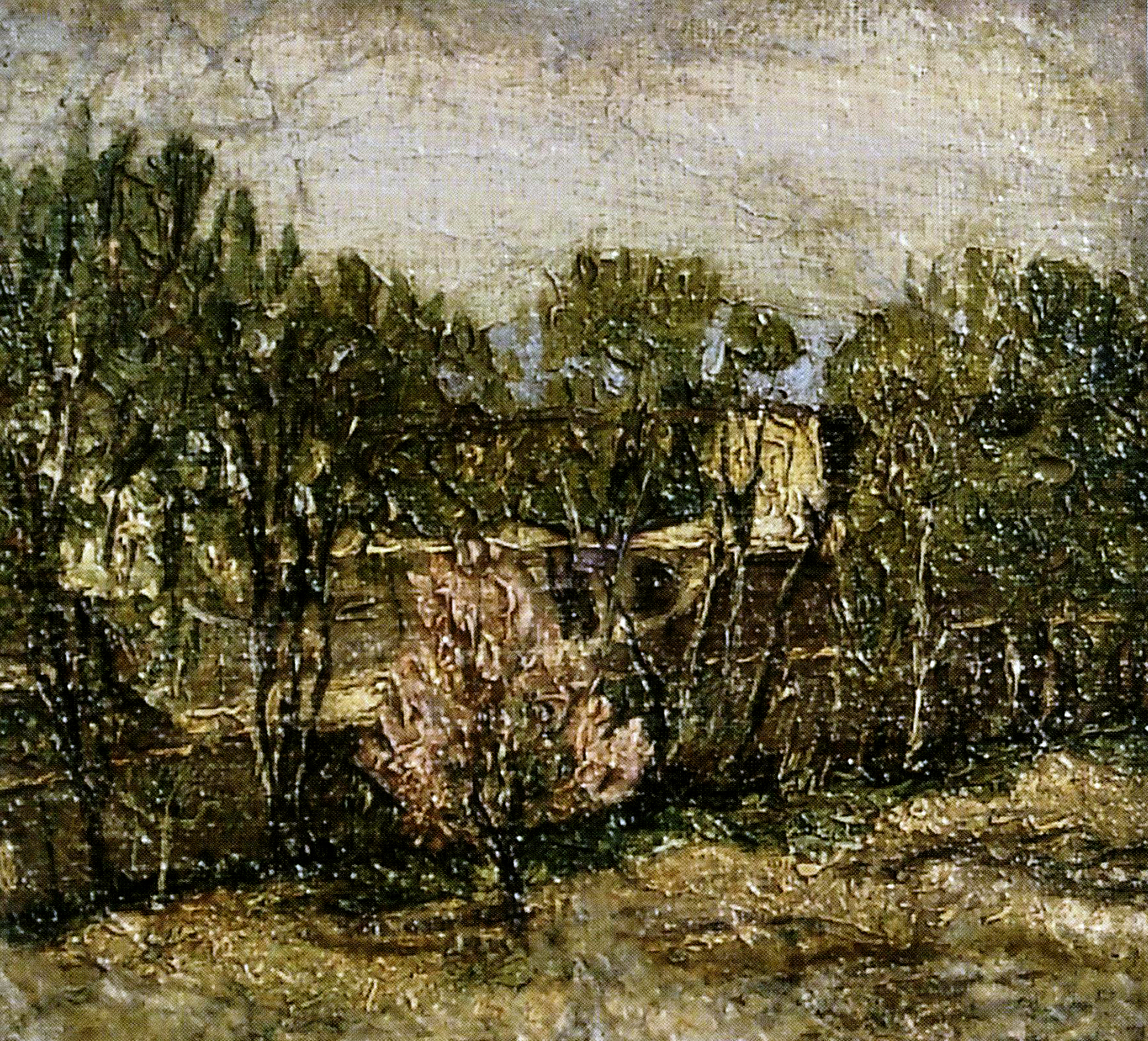
Bahruz Kangarli - Landschap

- Bahruz Kangarli
- Usta Gambar Karabakhi
- Geysar Kashiyeva
- Farhad Khalilov

## M
- Shmavon Mangasarov
- Boyukagha Mirzazade

## N
- Togrul Narimanbekov
- Vidadi Narimanbekov

## O
- Kazem Ordoobadi

## R
- Maral Rahmanzadeh
- Alakbar Rezaguliyev
- Elbey Rzaguliyev

## S
- Tahir Salahov